# Ighil M'Goun
Ighil M'Goun (también escrito M'Goun, Ighil n’Oumsoud, Irhil M’Goun, Jebel Mgoun, Jebel Ighil M’Goun y Jebel Aït M’goun) es el nombre que recibe una montaña en el país africano de Marruecos que se eleva hasta los 4.071 metros sobre el nivel del mar (13.356 pies) es el cuarto pico más alto de la cordillera del Atlas (Después de Toubkal, Timzguida y Ouenkrim). Se encuentra en la región de Souss-Massa-Drâa de Marruecos.